# Varik

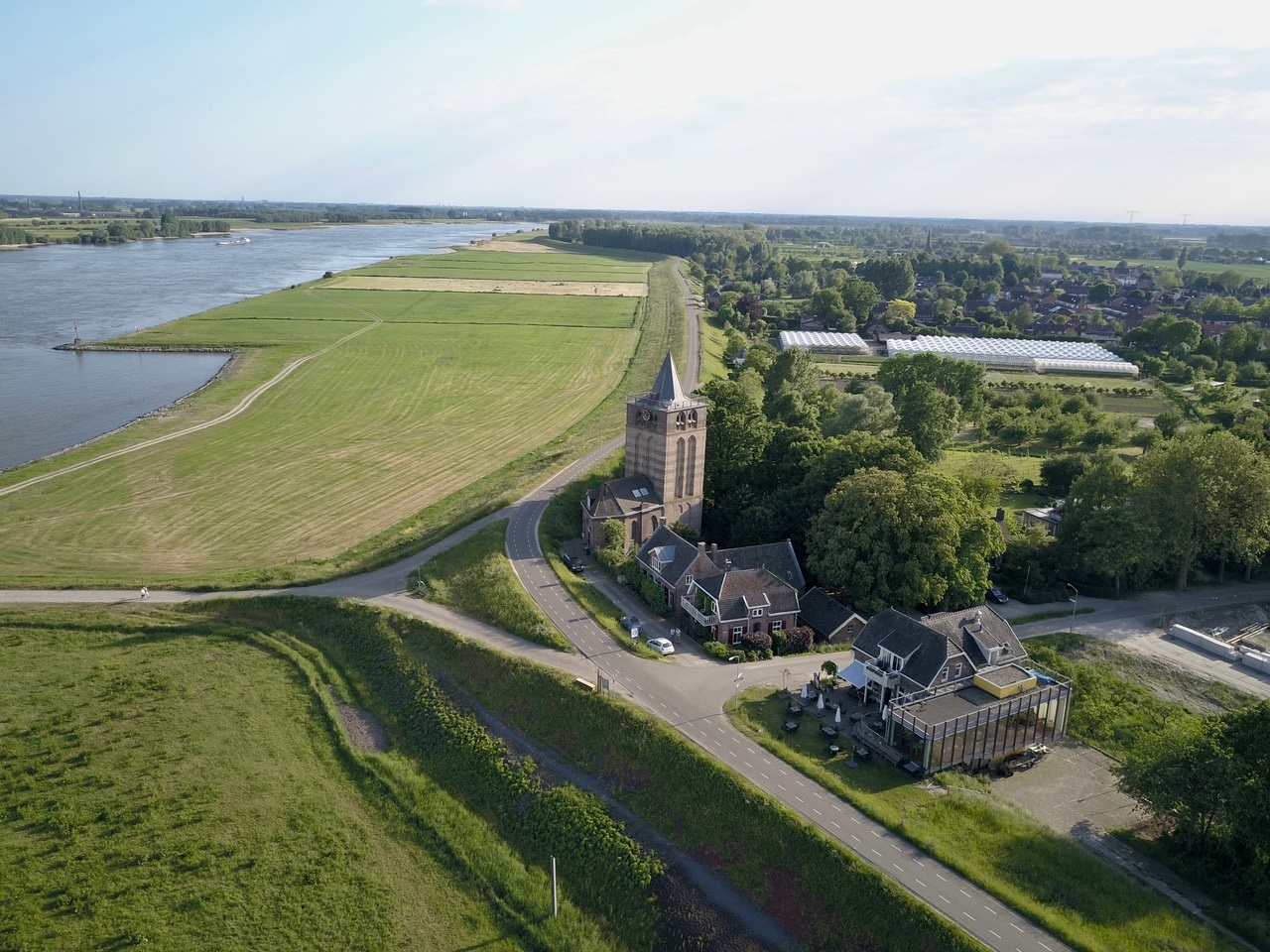
Veduta aerea di Varik con la Dikke Toren lungo la Waal

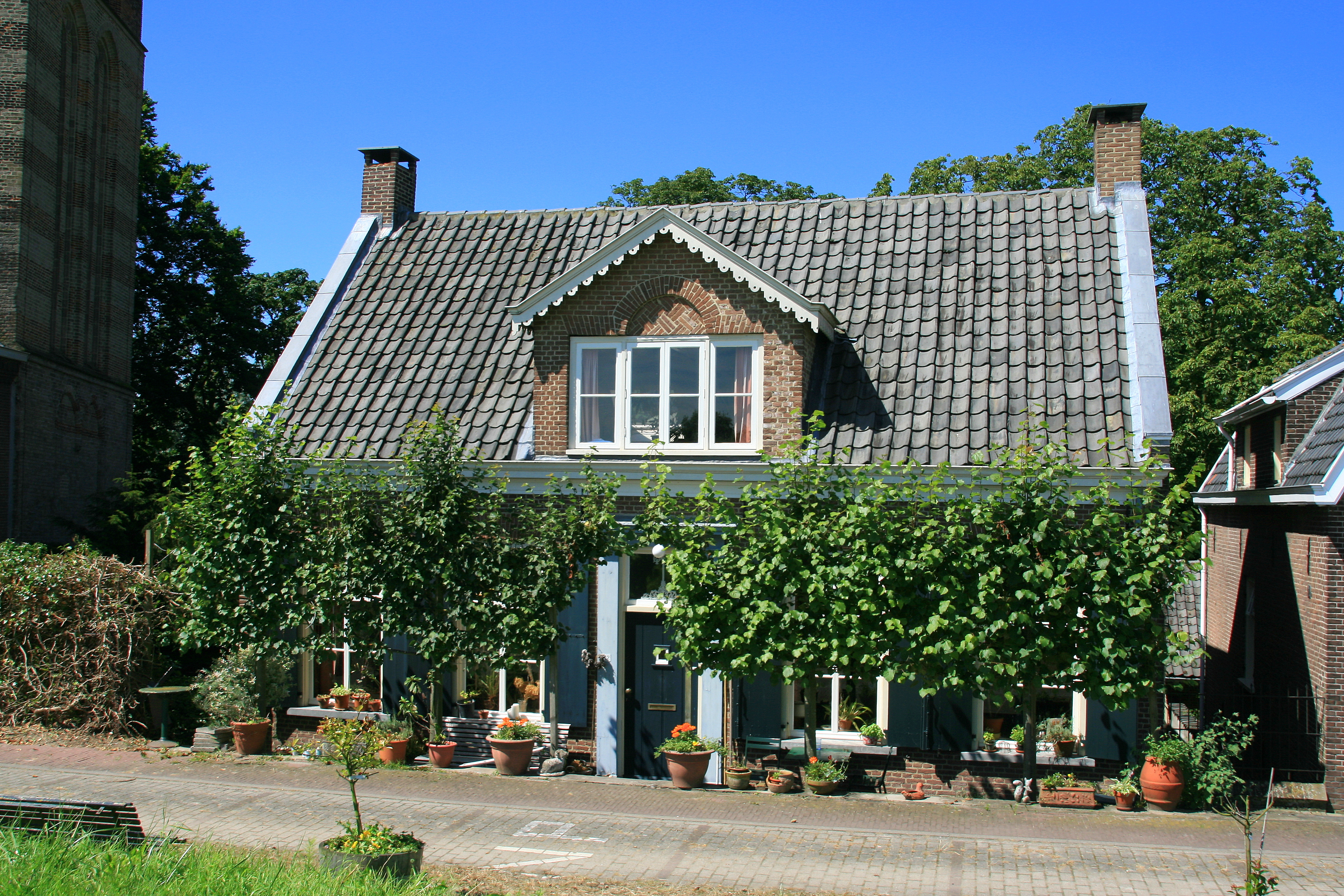
Varik: edificio lungol la Waalbanddijk

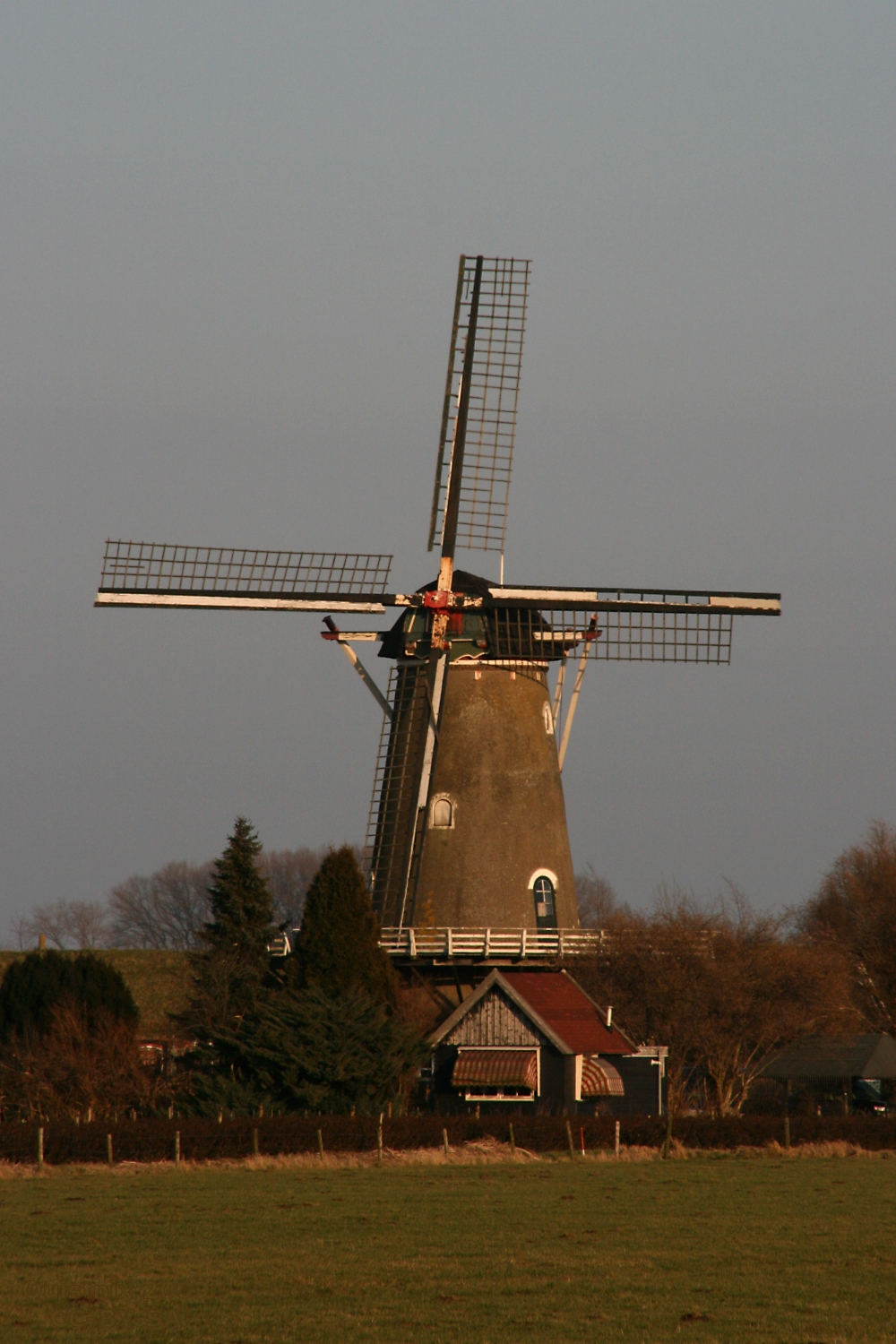
Varik: il mulino "De Bol"

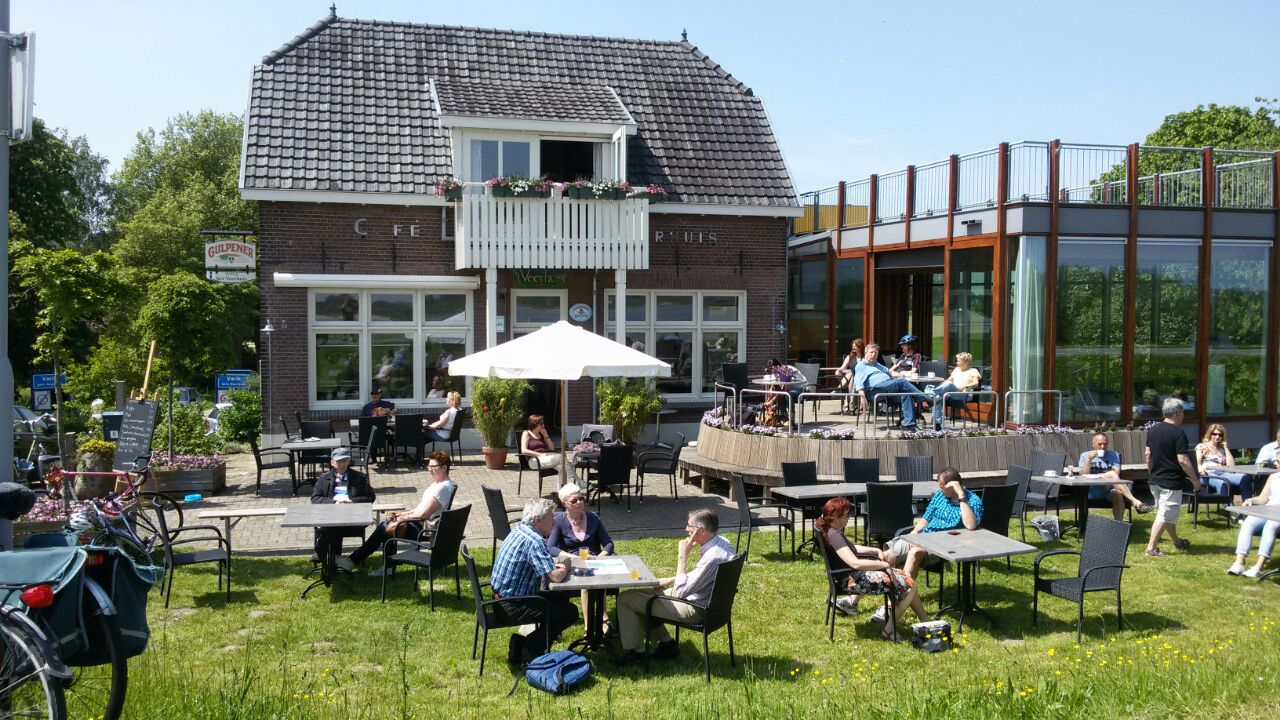
Locale a Varik

Varik (nel dialetto locale: Varrik) è un villaggio (dorp) di circa 1 000 abitantii del centro dei Paesi Bassi, facente parte della provincia della Gheldria (Gelderland) e situato lungo il corso del fiume Waal,  nella regione della Betuwe. Dal punto di vista amministrativo, si tratta di un ex-comune, dal 1978 accorpatoa alla municipalità di Neerijnen, comune a sua volta inglobato nel 2019 nella nuova municipalità di West Betuwe.

## Geografia fisica
Varik si trova a sud di Geldermalsen, ad est/nord-est di Zaltbommel e a sud/sud-ovest di Dreumel.
Il villaggio ha una superficie di 5,76 km², di cui 0,66 km² sono costituiti da acqua.

## Origini del nome
Il toponimo Varik, attestato anticamente come Feldrike (968), Veldericke (997), Valdrica (1020), Valdrich (1230), Valdric (1250), Uaudric (1310), Vauderic (XIV secolo), Vaudric (XIV secolo) e Varic (1492), deriva dal toponimo gallo-romanico *Valeriacum, che riconduce al nome di persona Valerio.

## Storia

### Dalle origini ai giorni nostri
La località è menzionata per la prima volta (come Feldrike) nel 968, quando il suo territorio fu ceduto dall'imperatore Otto I a un conte di nome Widergeld.
Già nel 970, si hanno poi notizie di una chiesa in loco.

### Simboli
Nello stemma di Varik si trovano tre leoni di color rosso con in testa una corona di colore blu.
Le teste di leone riconducono allo stemma dei primi signori di Varik, stemma attestato nel 1357.

## Monumenti e luoghi d'interesse
Varik vanta 9 edifici classificati come rijksmonument e 14 edifici classificati come gemeentelijk monument.

### Architetture religiose

#### Campanile della Hervormde Kerk (Waalbanddijk) o Dikke Toren
Lungo la Waalbanddijk, si trova un edificio che un tempo fungeva da campanile della Hervormde Kerk ("chiesa protestante"), una chiesa che era stata eretta nel XV secolo e che è stata demolita alla fine del XIX secolo. L'edificio è costituito dalla Dikke Toren ("torre spessa"), una torre difensiva le cui origini risalgono al 1250 ca.

#### Hervormde Kerk (Kerkstraat)
Lungo la Kerkstraat si trova la nuova Hervormde Kerk, che risale al 1880.

#### Chiesa di S. Pietro e Paolo
Altro edificio religioso di Varik è la chiesa intitolata ai santi Pietro e Paolo, situata lungo la Grotestraat e realizzata nel 1879 su progetto dell'architetto Alfred Tepe.

### Architetture civili

#### Mulino "De Bol"
Altro edificio d'interesse di Varik è il mulino "De Bol", un mulino a vento situato lungo la Waalbanddijk e risalente al 1867.

## Società

### Evoluzione demografica
Nel 2021, Varik contava 1 075 abitanti.
La popolazione al di sotto dei 16 anni era pari a 151 unità, mentre la popolazione dai 65 anni in su era pari a 201 unità.
La località ha conosciuto un progressivo incremento demografico a partire dal 2016, quando contava 984 abitanti.